# Bilaporah
Bilaporah is een bestuurslaag in het regentschap Bangkalan van de provincie Oost-Java, Indonesië. Bilaporah telt 5490 inwoners (volkstelling 2010).